# Эйшишкес
Э́йшишкес (лит. Eišiškės) — город в Шальчининкском районе Литвы на границе с Беларусью, второй по величине город района.

## Положение и общая характеристика
Расположен на юго-востоке страны, на автодороге Вильнюс — Радунь — Гродно, в 70 км к юго-западу от Вильнюса, в 35 км к востоку от Варены и 33 км от Шальчининкай. Координаты 54°10′ с. ш. 25°00′ в. д..
Детский сад, начальная школа, 3 средних школы (с польским языком обучения, 650 учащихся; с литовским языком обучения, 297 учащихся; с русским языком обучения, 129 учащихся; 2004), спортивная школа А. Раткявичюса (270 учеников), музыкальная школа (70 учеников).
В советское время действовал маслодельный завод. На 1 января 2000 года было зарегистрировано 82 предприятий, из них 51 индивидуальное, 24 закрытых акционерных обществ, 2 акционерных общества, 1 общественное учреждение, 1 общественная организация.
Бывшая торговая площадь с 1969 года признана памятником городского зодчества Литвы.
Каменный костёл Христова Вознесения (Kristaus Žengimo į dangų; 1847—1852) с отдельной высокой колокольней 40 м (построен по проекту Теодора Нарбута). В костёле имеются ценные картины XVIII—XIX веков.
На расстоянии свыше километра от костёла на шоссе, соединяющем с Шальниниками, находятся поросшие лесом и кустарником развалины замка, а в них — остатки фундамента башни оптического телеграфа Санкт-Петербург — Варшава, действовавшего в первой половине XIX века (башня оптического телеграфа сооружена в 1830 году). Благодаря последнему обстоятельству местные жители до сих пор называют остатки замка «Маяком».

## Население
| 1820  | 1897  | 1921  | 1938  | 1959  | 1970  | 1989  | 2001  | 2001  | 2002  | 2003  | 2004  |
| ----- | ----- | ----- | ----- | ----- | ----- | ----- | ----- | ----- | ----- | ----- | ----- |
| 333   | ↗3196 | ↘2382 | ↗3188 | ↘2532 | ↗3477 | ↗3789 | ↘3765 | ↗3773 | ↘3738 | ↘3723 | ↘3696 |
| 2005  | 2006  | 2007  | 2008  | 2009  | 2010  | 2011  | 2011  | 2012  | 2013  | 2014  | 2015  |
| ↘3667 | ↘3615 | ↘3595 | ↘3572 | ↘3554 | ↘3524 | ↘3416 | ↗3431 | ↘3378 | ↘3324 | ↘3276 | ↘3224 |
| 2016  | 2017  | 2018  | 2019  | 2020  | 2021  | 2021  | 2022  | 2023  |       |       |       |
| ↘3192 | ↘3150 | ↘3113 | ↘3070 | ↘3008 | ↘2908 | →2908 | ↘2856 | ↘2822 |       |       |       |

В 1820 году большинство населения — 80 % — составляли евреи. В 1866 году насчитывалось 715 жителей, из них 600 евреев. В 1896 году 3156 жителей, в 1897 — 3196, преимущественно евреев, также татар, поляков, литовцев, цыган.
Перед Второй мировой войной основное население составляли евреи. В городе были синагоги, из 117 предприятий — 106 принадлежали горожанам еврейского происхождения.
В результате уничтожения еврейского населения национальный состав городских жителей сменился радикальнейшим образом.
В 1990 году население составляло 3,8 тыс. жителей, по переписи 2001 года значилось 3 857, из них 85 % поляков. Ныне город насчитывает 3 629 жителей (2007).

## Название
Название (лит. Eišiškės, пол. Ejszyszki, рус. Эйшишки) в памятниках письменности встречается в вариантах на eik- (Eykschissken, 1384; Eyksiskindorfee, 1387; Eyxyszki, 1492) и на eiš- (Ejszyszki, 1400; Ейшышки, 1470). Его происхождение связывают с именем литовского вельможи Эйкшаса, Эйкшиса, Эйшиса (лит. Eikšas, лит. Eišys), получившего эту местность во владение в XIV веке.

## Герб
Герб город получил при короле Яне III Собеском вместе с магдебургскими правами в XVII веке. Современный герб утверждён 9 декабря 1997 года.

## История
Известен с XIV века. Договор Витовта Великого с крестоносцами 1384 года был скреплён печатью с надписью «Wesisken», в которой историки усматривают название местечка. Две отдельные части города сформировались по обе стороны реки Версаки (лит. Verseka) в XIII веке — конце XIV века. Южная часть комплекса, ядро которого составило еврейское местечко, больше северной «юрздики» (Jurzdika, от «юрисдикция»).
Город быстро рос с начала XV века и в конце XV — начале XVI века считался одним из важных городов Великого княжества Литовского.
При короле Яне III Собеском местечко получило магдебургские права и герб.
Первый костёл сооружён в 1398 году. В 1433 году местечко и храм были сожжены войском Свидригайло. Костёл был отстроен на прежнем месте, местечко — в несколько ином. Около 1500 года был построен второй костёл. С 1524 года действовала приходская школа. Местечко пострадало во время войны середины XVII века. В 1706 году город сожгли шведы. Город страдал также во время Тарговицкой конфедерации, восстания 1794 года под руководством Тадеуша Костюшко, нашествии французов в 1812 году.
В 1781 году была построена деревянная синагога. Каменный костёл Христова Вознесения, сохранившийся до нашего времени (Kristaus Žengimo į dangų), возведён в 1847—1852 годах по проекту историка и инженера Теодора Нарбута.
В первой половине XIX века в Эйшишках действовал маяк оптического телеграфа Санкт-Петербург — Варшава.
В 1939 году Эйшишки были переданы Литве.
27 сентября 1941 года в Эйшишках было уничтожено свыше 3200 евреев (по другим сведениям, было расстреляно около 3500 человек, из них 3446 евреев).
В ночь с 19 на 20 октября 1944 года в Эйшишках погибли мать и брат профессора Яффы Элиах, основателя первого Центра документации и исследования Холокоста и директора Мемориального музея Холокоста в США. В её книге „There Once Was A World: A 900-Year Chronicle of the Shtetl of Eishyshok“ гибель близких представлена как эпизод целенаправленного уничтожения польскими националистами евреев «на Кресах» (восточных окраинах довоенного польского государства). Польские историки утверждают, что это была трагическая случайность, произошедшая при налёте боевой группы Армии крайовой на дом родителей Яффы Элиах, в котором остановился капитан СМЕРШа, сержант и милиционер.
3 августа 1946 года поселок получил статус города. После Второй мировой войны Эйшишки были районным центром Эйшишского района, в 1972 году административный центр был перенесён в Шальчининки, а район переименован.

## Образование
В Эйшишкесе работают 3 средние, музыкальная и спортивная школы, дошкольные учреждения.

## Достопримечательности
- Историческая застройка (XIX — начало XX веков; фрагменты)
- Остатки замка
- Костёл Вознесения Господня (1847—1852)

#### Утраченные достопримечательности
- Ратуша (XVIII век)

## Знаменитые уроженцы
- Павел Лавринец (род. 1955) — литовский филолог-русист русского происхождения.
- Недалеко от города родились известный педагог Станислав Раполионис.
- Недалеко от города родился священник Александр Кашкевич.

## Галерея

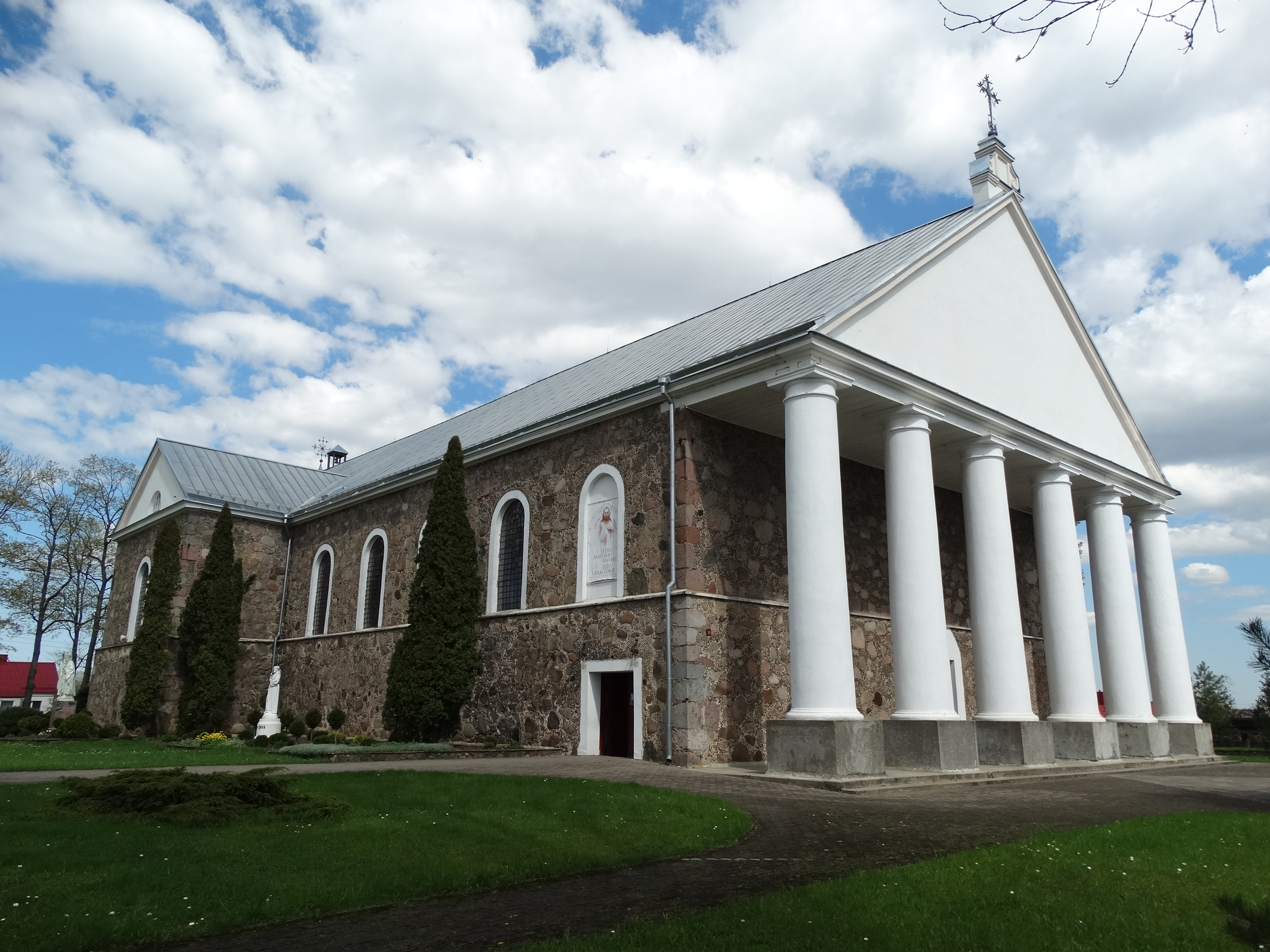
Костёл Христова Вознесения
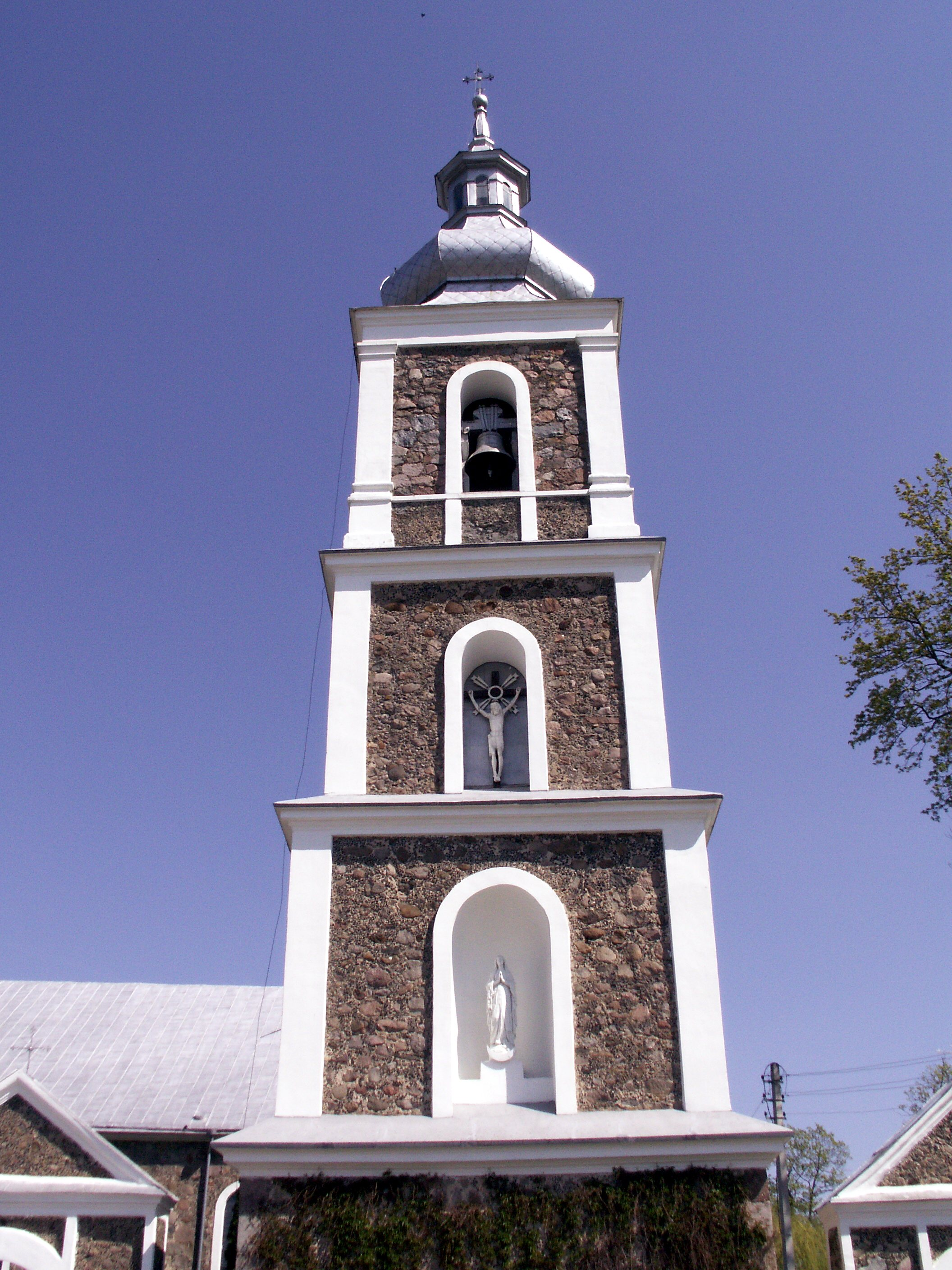
Кококольня костёла
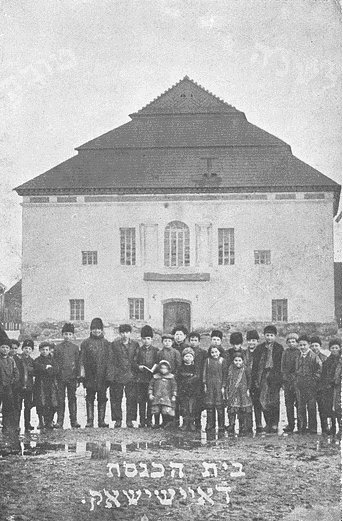
Большая синагога в Эйшишках
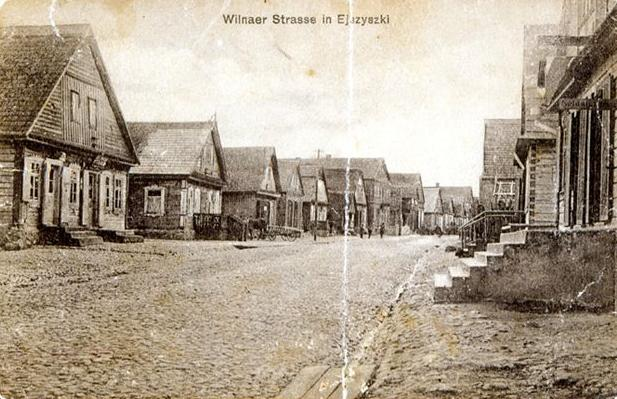
Улица Виленская (ныне Вильняус; 1915—1917)
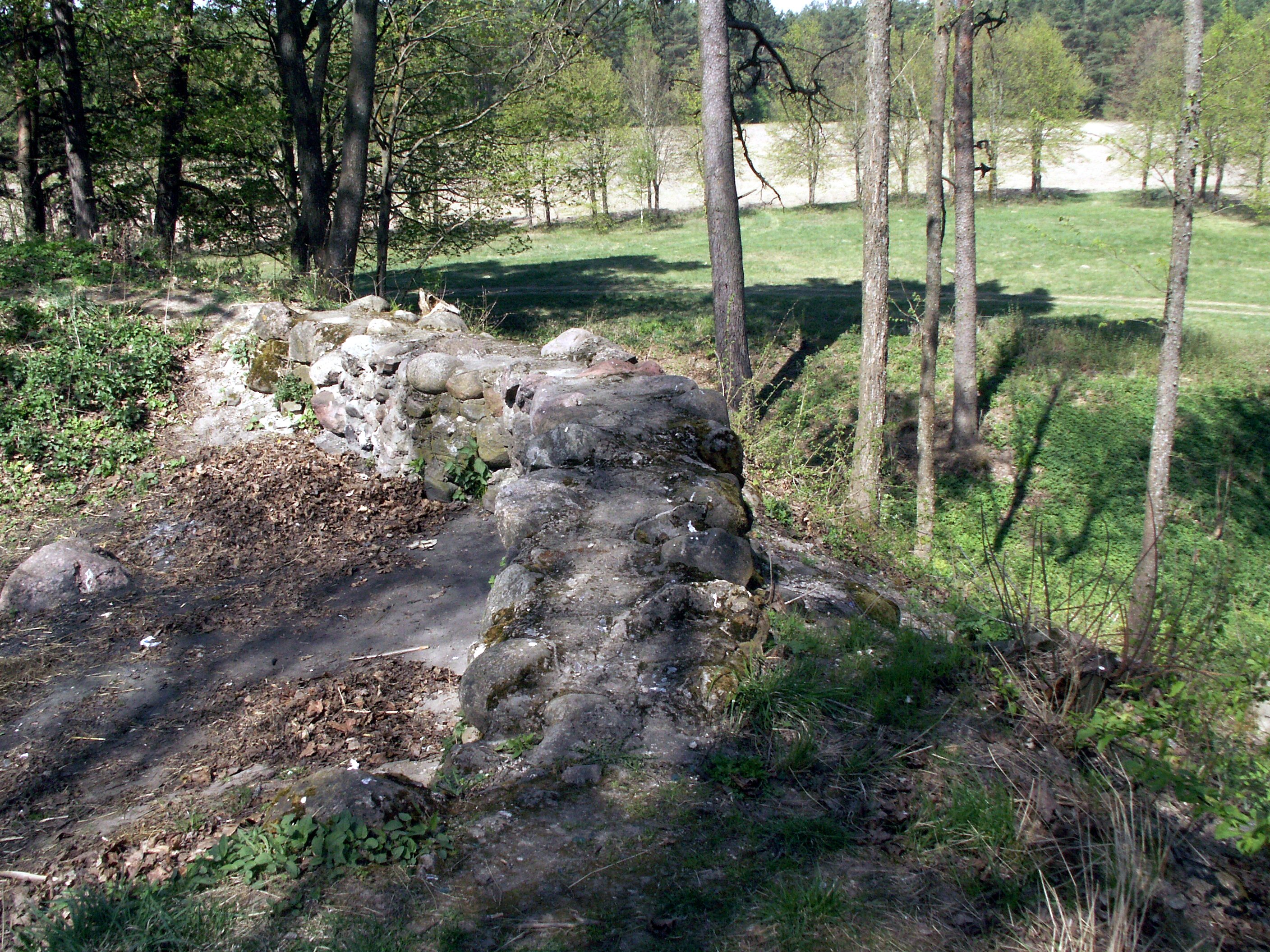
Остатки замка (фрагмент)
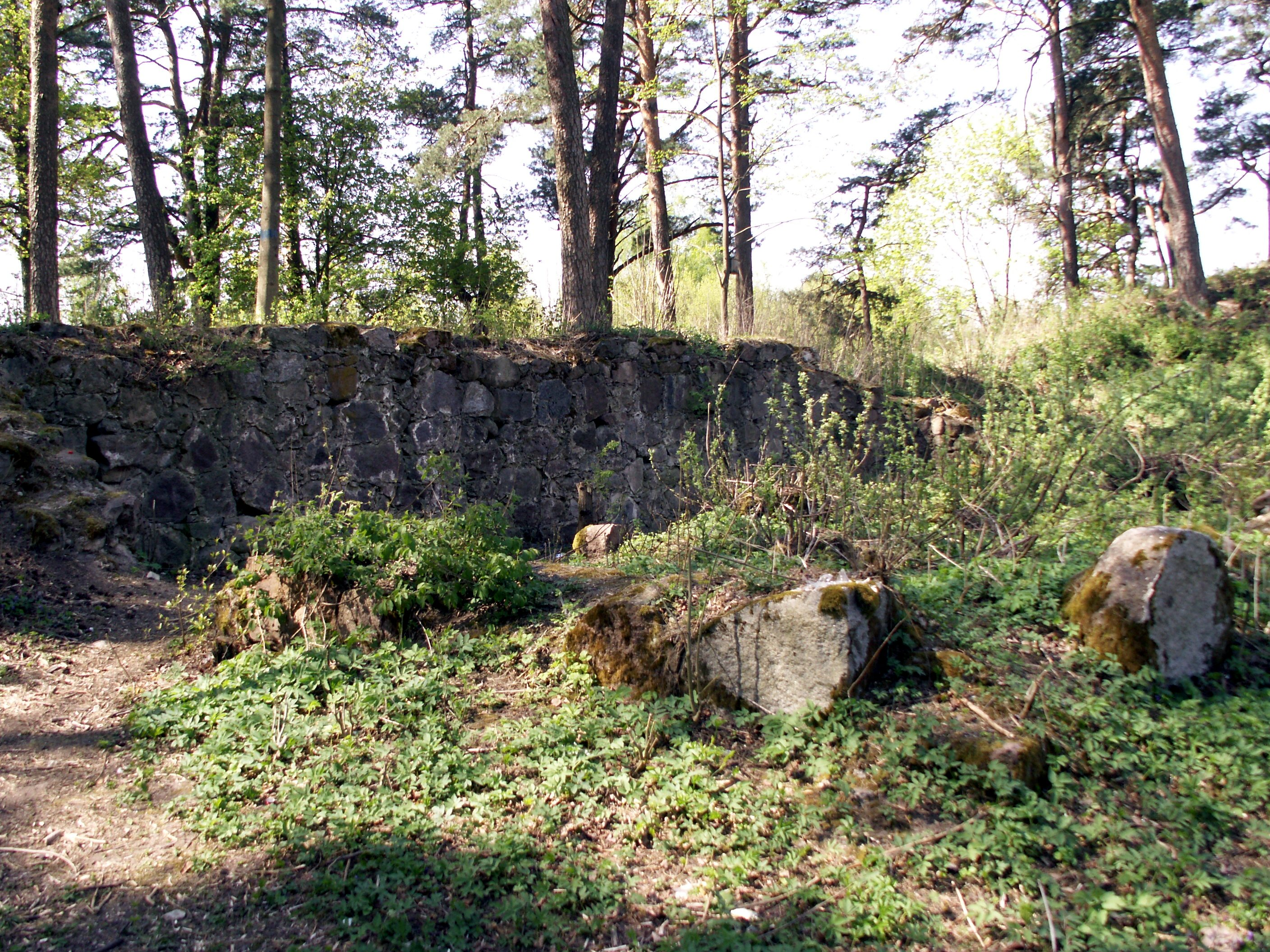
Остатки замка
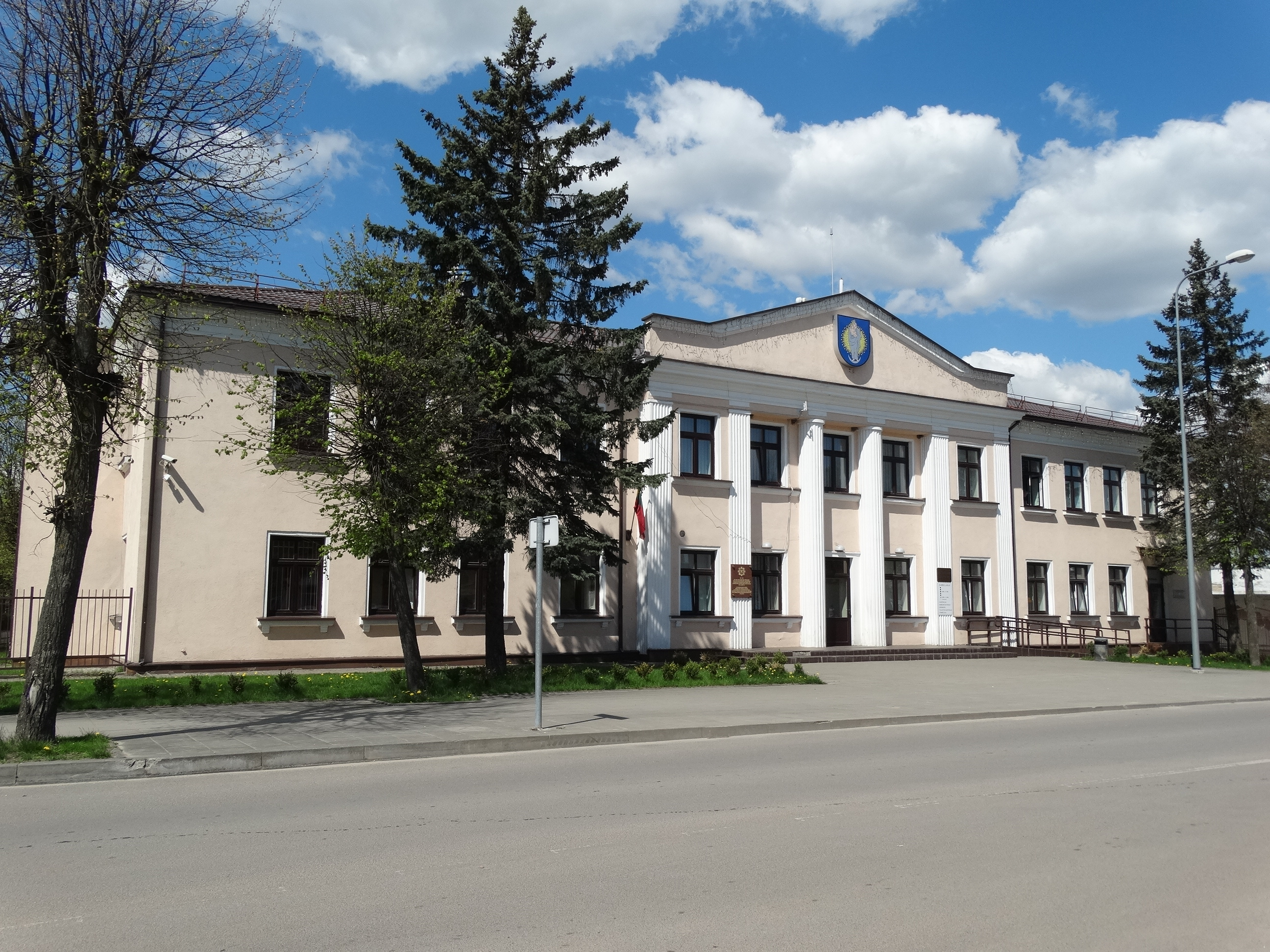
Здание староства
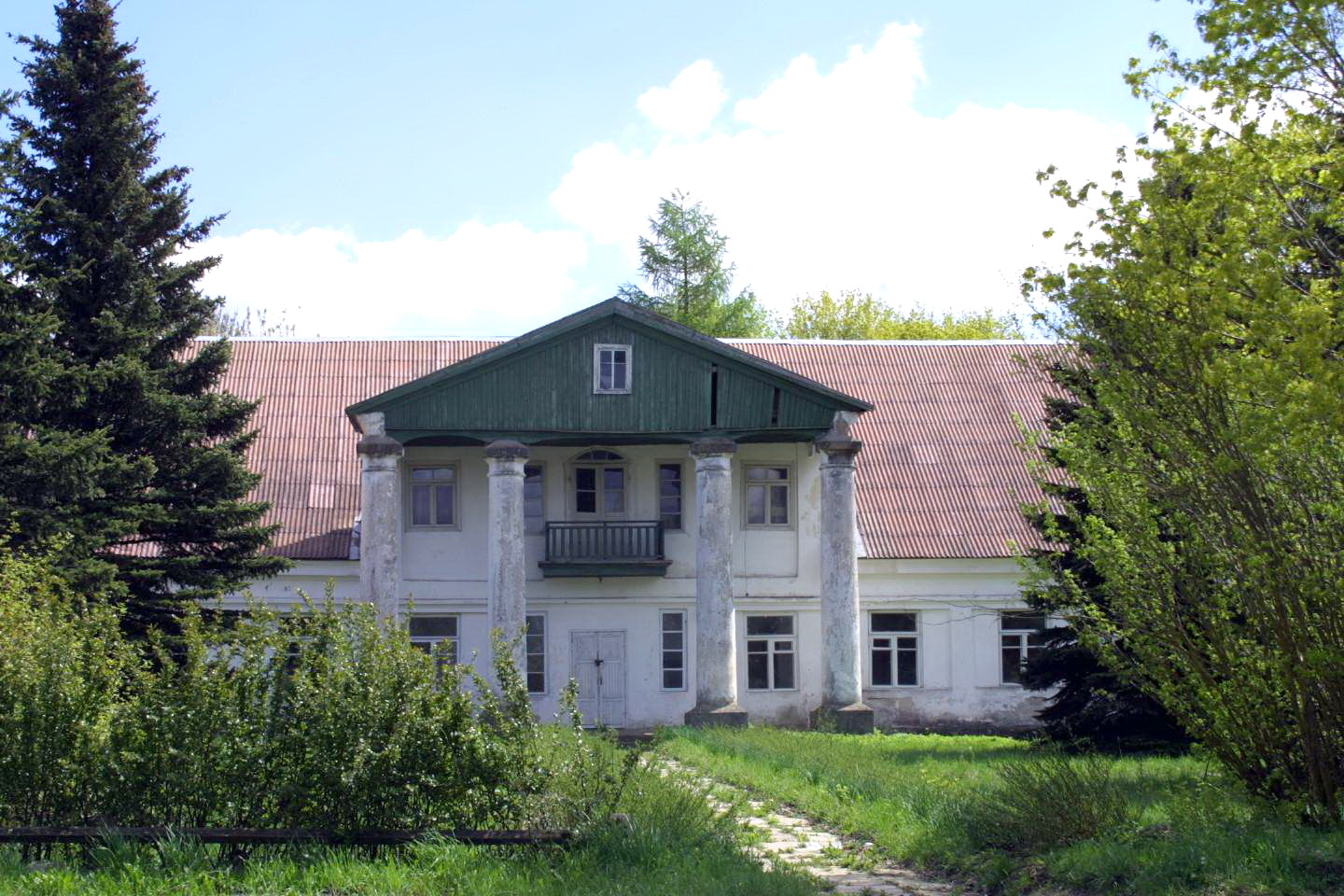
Поместье в Эйшишкесе